# تیموتی بوسفیلد
تیموتی بوسفیلد (به انگلیسی: Timothy Busfield) (زاده ۱۲ ژوئن ۱۹۵۷) بازیگر و کارگردان آمریکایی است.
از فیلم‌های معروف او می‌توان به فاصله قابل توجه و شیادان اشاره کرد.